# Пелюсткова діаграма
Пелюстко́ва діагра́ма — це графічний спосіб відображення багатовимірних даних у вигляді двовимірної діаграми з трьома або більшою кількістю змінних. Ці змінні представлені на осях, що мають спільний початок. Відносне положення та кут нахилу осей зазвичай не вказано.
Можна зустріти такі назви пелюсткової діаграми: вебдіаграма, діаграма павука, карта зоряного неба, зоряна діаграма, графік-павутина, неправильний багатокутник та полярна діаграма.

## Загальний огляд
Пелюсткова діаграма — діаграма або графік, який складається з осей, що називаються радіусами, кожна з них представляє якусь змінну. Величина значення пропорційна до величини змінної у кожній точці. Таким чином утворюється лінія, яка з'єднує значення змінної у кожній точці — зовнішній вигляд діаграми стає схожим на зірку, від чого й походить одна з найпоширеніших назв цієї діаграми.

Вона може бути використана для знаходження відповіді на такі запитання:
• Які спостереження найближчі за значенням?
• Чи зустрічаються стрибки значення?

Пелюсткові діаграми — корисний спосіб відображення багатовимірних спостережень з довільною кількістю змінних. Кожна діаграма зображує одне спостереження. Зазвичай, такі діаграми намальовані на одному малюнку різними лініями, кожна з яких представляє певне дослідження. Вперше зіркову діаграму використав Георг фон Майр в 1877 році.

## Застосування
Одне із застосувань пелюсткової діаграми — це контроль поліпшення якості відображення показників продуктивності будь-якої поточної програми. Вона також використовується в спорті для зображення на схемі сильні та слабкі сторони гравців, цю схему називають діаграмою павука.

## Недоліки
Пелюсткові діаграми в першу чергу підходять для того, щоб показати стрибки та загальність, або показати те, що одна діаграма більше іншої для всіх змінних. Також використовується для порядкових вимірів, де кожній змінній відповідає «найкраще» в певному відношенні та всі змінні мають однаковий масштаб.
Ці діаграми піддавалися критиці, стверджуючи що важко знайти компромісне рішення в тому випадку, коли одна діаграма більше іншої для декількох змінних, а для інших змінних — менша.
Крім того, важко порівнювати довжини осей за допомогою концентричних кіл. Замість цього можна використовувати простий лінійний графік.

## Приклад

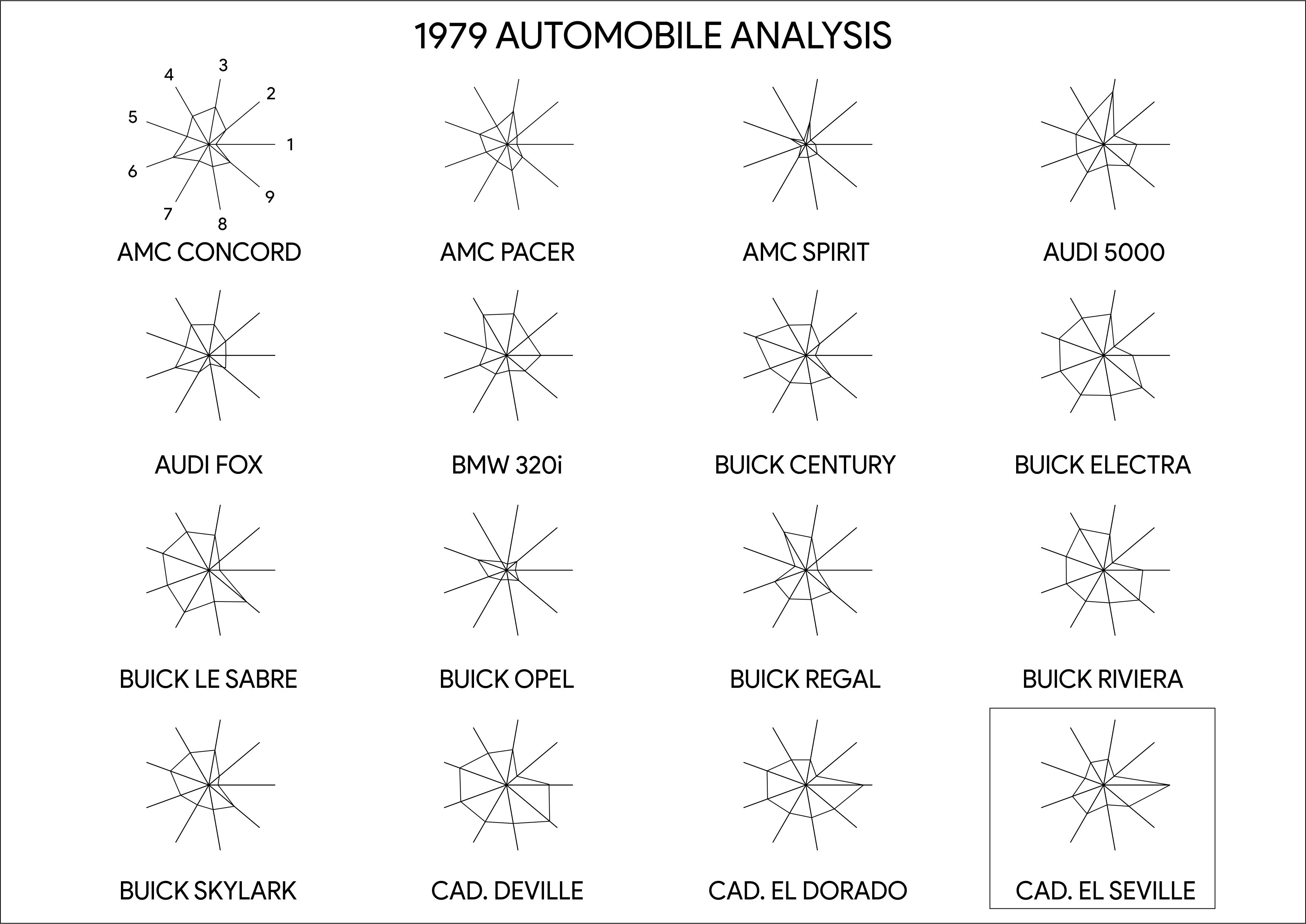

Графік праворуч містить пелюсткові діаграми для 16 автомобілів.
Список змінних:
- Ціна
- Пробіг
- Звітність ремонту 1978
- Звітність ремонту 1977
- Відстань від подушки сидіння до стелі
- Об'єм заднього сидіння
- Об'єм багажника
- Вага
- Довжина

Можна розглянути кожен критерій окремо або використати їх для знаходження груп автомобілів з однаковими характеристиками. Наприклад, можемо подивитись на діаграму Cadillac Seville (Star plot Detail) (останній на малюнку): бачимо, що це один з найдорожчих автомобілів, має пробіг трохи менше середнього значення, має середнє значення даних про ремонт та трохи більше середнього значення місткості та розміру. Порівняємо Cadillac models (останні три фотографії) AMC models (перші три): AMC models — недорогі, мають пробіг нижче середнього значення, невеликі за розміром та місткістю; Cadillac models — дорогі, мають поганий показник пробігу, великі за розміром та місткістю.

## Штучні структури
Пелюсткові діаграми накладають декілька структур даних, які часто є штучними:
- Спорідненість сусідів — пелюсткові діаграми часто використовуються, коли сусідні змінні не пов'язані, таким чином створюються штучні зв'язки.
- Циклічна структура — перша та остання зміна розміщенні поруч.
- Довжина — змінні часто впорядковані.
- Область — область вимірює квадрат значення, перебільшуючи при цьому ефект великих значень. Наприклад пара (2,2) займає в чотири рази більшу площу ніж (1,1).

В деяких випадках є природні структури, тоді пелюсткові діаграми добре підходять. Наприклад, для діаграм, дані якої змінюються за 24-годинним циклом. Погодинні данні природно пов'язані з сусідніми даними та мають циклічну структуру, таким чином їх можна зобразити за допомогою пелюсткової діаграми.

## Розмір набору даних
Пелюсткові діаграми корисні для малих та середніх розмірів багатовимірних наборів даних. Їхній основний недолік — це те, що їхня ефективність обмежена кількістю набором даних. Інакше вони можуть стати домінуючими (будуть пригнічувати інші змінні).

## Альтернативи
Найпростіше — це використати лінійний графік.
Для графічного якісного порівняння двомірної таблиці даних від декількох змінних може бути алгоритмічне доповнення даних.
Прекрасний спосіб для візуалізації структур всередині багатовимірних даних пропонує метод головних компонент.
Іншою альтернативою є використання невеликих, вбудованих гістограм, які можна порівняти з міні-діаграмами.